# Jonas Severin Pettersen
Jonas Severin Pettersen, född 1847, död 1915, var en norsk sångförfattare och tonsättare från Norge. Han var även affärsman och upprättade alkoholisthem. Han finns representerad Allenast i tro till Gud min själ är stilla, som han författade och komponerade 1893.

## Psalmer
- Allenast i tro till Gud min själ är stilla under rubriken "Erfarenhet och vittnesbörd" i Frälsningsarméns sångbok 1968 som nr 361 och Frälsningsarméns sångbok 1990 som nr 531.